# Caraguatay, Argentina
Caraguatay är en ort i Argentina.   Den ligger i provinsen Misiones, i den nordöstra delen av landet, 1 000 km norr om huvudstaden Buenos Aires. Caraguatay ligger 126 meter över havet och antalet invånare är 3 287.
Terrängen runt Caraguatay är huvudsakligen platt. Caraguatay ligger nere i en dal. Närmaste större samhälle är Montecarlo, 5,0 km nordost om Caraguatay. 
I omgivningarna runt Caraguatay växer i huvudsak städsegrön lövskog. Runt Caraguatay är det ganska glesbefolkat, med 21 invånare per kvadratkilometer.